# Daniel Ek
Daniel Ek (21 februari 1983) is een Zweedse miljardair, ondernemer en technoloog. Ek staat bekend als mede-oprichter en CEO van muziekstreamingdienst Spotify.

## Carrière
Ek groeide op in de wijk Rågsved in Stockholm, Zweden. In 2002 haalde hij zijn diploma, dat deed hij aan de IT-Gymnasiet in Sundbyberg. Daarna studeerde hij engineering aan het KTH Royal Institute of Technology voordat hij stopte om zich te concentreren op zijn IT-carrière.

## Vermogen
In 2016 werd vastgesteld dat Ek ongeveer $ 825 miljoen van Spotify (10,3%) bezat, toen de waarde van Spotify op $ 8 miljard werd vastgesteld. Vanaf 2017 werd Spotify gewaardeerd op $ 16 miljard, wat het aandeel van Ek op meer dan $ 1,6 miljard zou brengen, ervan uitgaande dat hij niets van zijn belang zou verkopen.  Sinds 2017 is de Spotify Enterprise Value gestegen tot meer dan $ 58 miljard.